# Falabella
Falabella är världens minsta hästras, med en tillåten mankhöjd på 78 cm. Rasen härstammar från Argentina och har fått sitt namn efter familjen Falabella, som avlade fram rasen genom att korsa små engelska fullblod med shetlandsponnyer och criollohästar. Falabellor blir ofta väldigt gamla, cirka 40-50 år. Falabellan används främst som sällskapsdjur och är snäll och klok. 
Stamhingsten hette Little Pumpkin. Falabellan räknas inte som en ponny, den räknas istället till kategorin miniatyrhäst eftersom den är byggd likadant som stora hästar. Det finns bara cirka 170 stambokförda falabellor i Sverige. Falabellan är ett så litet djur att det inte går att rida på men är vanlig på shower och utställningar där de även visas upp som körhästar. Falabellan brukar oftast ha ett eller två färre revben än andra hästar.

## Historia
Falabellan började utvecklas redan 1868 av Patrick Newell med hjälp av lokala Criollohästar och importerade hästar från Spanien. Newell tillämpade en strikt avel av riktigt små Criollohästar för att få fram en mycket mindre typ av rasen. Men när Newell dog så ärvdes hjorden och avelsprogrammet av Newells svärson, Juan Falabella. 
Rasen fortsatte att utvecklas av familjen Falabella på ranchen Recreo de Roca utanför Buenos Aires i Argentina. Juan korsade in ännu fler raser i ett försök att göra rasen ännu mindre och för att späda ut blodlinjerna något. Han importerade hästar från Storbritannien, bland annat Welshponnyer, Shetlandsponnyer och riktigt små engelska fullblod. Med en lätt planerad inavel, där man korsade de minsta avkommorna med varandra, lyckades han få fram riktigt små hästar, framförallt en hingst vid namn "Little Pumpkin" som kom att bli mycket viktig för aveln av Falabellan. "Little Pumpkin" räknas än idag som rasens stamhingst. 
1905 när Juan dog förflyttades hjorden och togs om hand av familjen Emillio som var släkt i andra generation med Juan Falabella. Men redan 1927 ärvdes den av Juans ättling Julio Cesar Falabella som fortsatte aveln. Julio startade ett register för de små hästarna som han kallade "Establecimientos Falabella" som senare bytte namn till "Asociación de Criadores de Caballos Falabella" (Falabella Horse Breeders Association). Där jobbade Julio hårt för att fram en standard på framförallt den tillåtna mankhöjden som då låg på ca 1 meter. Några år senare skulle uppfödare som var aktiva i föreningen rösta fram den nya tillåtna mankhöjden till enbart 78 cm. 
Julio utvecklade även Falabellan ytterligare under 1940-talet genom att korsa in Appaloosahästar som även gav Falabella-rasen den prickiga tigrerade färgen som blev populär. Julio korsade även in Hackneyhästar som gav ståtfulla exemplar med bra körhästegenskaper. Efter denna utveckling började Julio att sälja av Falabella-hästarna men dock enbart till väl utvalda kunder. Bland annat var den amerikanska presidenten John F. Kennedy en av de första som köpte Falabellahästar av Julio.  
Den ursprungliga hjorden Falabellahästar har under alla år gått i arv till familjemedlammarna i släkten Falabella som först avlade fram dem. Hjorden ägdes senast av Julios dotter Maria Luisa de Falabella. Efter hennes död år 2007 förflyttades hjorden till Falabellas gamla hem ca 100 mil norr om Buenos Aires. I Buenos Aires finns även en 45 hektar stor inhägnad dit man för Falabellor för försäljning och som även är öppen för allmänheten.  
Idag är Falabellan världens minsta hästras, om man hänvisar till högsta tillåtna mankhöjd. En av de absolut minsta avkommorna hette Sugar Dumpling som tillhörde Smith McCoy i Roderfield, West Virginia i USA. Denna häst var bara 51 cm i mankhöjd och vägde endast 13,5 kg. Idag är falabellan populär men ändå ganska ovanlig och det finns ca 900 registrerade falabellor, varav ca 170 av dem är registrerade i Sverige. Totalt räknar man med att det enbart finns några få tusen falabellor över hela världen.

## Egenskaper
Falabellan är snäll och klok och visar upp många vackra färger bland annat brokiga färger som skäck och den populära prickiga, så kallade tigrerade färgen. Detta påvisar inflytande från de spanska hästar som låg i grunden för criollon och inflytande från Appaloosan. Högsta tillåtna mankhöjd för registrering är 78 cm men en del exemplar kan bli högre än så. De godkänns dock inte i aveln. Man har även funnit att miniatyrhästar som Falabellan oftast bara har 17 kotor i ryggraden i jämförelse med andra hästar som har 18. 
Falabellan ska inte ha ponnykaraktär utan ska likna en stor häst i miniatyr. Fullblodsliknande Falabellor är mycket populära och har då ett mycket ädelt och nätt utseende. Men Falabellan kan variera mellan mycket lätt och kraftigare exteriör. Standard är att Falabellan liknar antingen ett arabiskt fullblod eller ett engelskt fullblod i miniatyr. 
De exemplar som finns brukar vara mycket välskötta av sina ägare som värderar dem högt som sällskaps- eller utställningsdjur. Falabellan kan dock inte ridas då den är för liten, men drar ibland vagnar under shower, tävlingar och utställningar.

## Hälsorisker
Trots att aveln av Falabellor är ordentligt kontrollerad så kan Falabellan födas med defekter och hälsoproblem som relaterar till deras storlek. Miniatyrhästar har bland annat en tendens att dricka för lite vatten, vilket i sin tur kan leda till förtorkning och kolik. Genom att ge hästen tillgång till salt brukar man dock uppmuntra den att dricka mer vatten. 
Ytterligare ett problem som kan dyka upp bland Falabellor är att huvudet ibland kan bli för stort för hästens kropp. Detta leder till att hjärtat ansträngs och muskulatur i bog, hals och nacke kan påverkas. Det är dock ovanligt att hästarna får bestående eller smärtsamma men av detta. 
Miniatyrhästar behöver mer protein än andra hästar då muskelbildningen inte är lika effektiv. Falabellan och andra miniatyrhästar har oftast ett mindre effektivt immunsystem, något som kan hjälpas genom att man ger hästen vitaminer och mineraler. 

## Äkta och oäkta Falabellor
Ända sedan rasen etablerades, har Falabellan och dess uppfödare haft problem med uppfödare som försöker fuska sig till äran för denna ras. Bland annat säljs miniatyrhästar oftast som äkta Falabellor. I Argentina finns även en annan miniatyrhäst som kallas Bergmanhäst. Dessa hästar har ofta lite blod från Falabellan i sig men säljs ändå som äkta Falabellor. Detta på grund av att en äkta Falabella kan spåras tillbaka ända till de första Falabellorna som avlades av Juan Falabella, vilket gör rasen värdefull och oärliga uppfödare kan lätt tjäna pengar på detta. 
För att undvika detta har man numera DNA-tester för att verifiera hästens härkomst och bevisa att det är en Falabella. Hästen får då ett pass som bevisar att den är en äkta Falabella. En Falabella kan även registreras som miniatyrhäst exempelvis i BMHS (British Miniature Horse Society) eller som Amerikansk miniatyrhäst i AMHA (American Miniature Horse Association), men avkommor som kommer från något annat än två renrasiga Falabellor kan inte registreras som Falabella. 